# Просторное (Запорожская область)
Просторное
(по другим источникам Просто́ре) (укр. Просторе) — село, Просторовский сельский совет, Черниговский район, Запорожская область,
Украина.
Код КОАТУУ — 2325586801. Население по переписи 2001 года составляло 570 человек.
Является административным центром Просторовского сельского совета, в который, кроме того, входят сёла Долгое, Квитковое и Розовка.

## Географическое положение
Село Просторе находится на берегах реки Сисикулак, выше по течению на расстоянии в 4,5 км расположено село Котляровка, ниже по течению на расстоянии в 2,5 км расположено село Розовка.

## История
- У села Просторе найдена каменная скульптура кочевников X—XI веков.
- 1820 год — дата основания как село Гросвейде немцами-колонистами на месте ногайского поселения Сасикулак.
- До 1871 года село входило в Молочанский меннонитский округ Бердянского уезда.[4]
- В 1945 году переименовано в село Просторое[5].

## Экономика
- Сельскохозяйственный производственный кооператив «Им. Щорса».

## Объекты социальной сферы
- Школа.
- Детский сад.
- Дом культуры.
- Фельдшерско-акушерский пункт.

## Достопримечательности
- Братская могила 10 советских воинов.